# Соболевский ручей
Со́болевский руче́й (Со́болев овра́г, Октя́брьский се́верный руче́й) — небольшая река в районе Щукино Северо-Западного административного округа Москвы, левый приток Москвы-реки. Протекает в подземном коллекторе, по степени техногенной трансформации относится к IV классу — поверхностный водоток утрачен, русло канализировано более чем  на 90 %.
Длина составляет 3 км, площадь водосборного бассейна — 2 км². Река протекала в одноимённом овраге, который был засыпан при жилищном строительстве в 1960-х годах. Исток расположен на территории национального исследовательского центра «Курчатовский институт». Водоток проходит на запад через улицу Максимова и течёт вдоль улицы Рогова. Далее река пересекает Живописную улицу и выходит на поверхность. В открытом течении сохранился приустьевый участок длиной 300 метров. Впадает в реку Москву к северо-западу от Газового завода Курчатовского института.
Название реки имеет антропонимическое происхождение и связано с фамилией Соболев. В XV—XVI веках местность, прилегающая к ручью, была центром Соболева стана. Гидроним Октябрьский северный ручей возник от топонима станции метро «Октябрьское Поле».